# 房景先
房 景先（ぼう けいせん、476年 - 518年）は、中国の北魏の学者・官僚。字は光冑。本貫は清河郡繹幕県。

## 経歴
幼くして父を失って貧しく、師について教育を受ける資産がなかったため、その母に『毛詩』や『礼記』曲礼篇を伝授された。景先が12歳のとき、「どうして兄の傭い賃を景先のために使うべきでしょうか。わたしにも働くための衣をください。その後に学問をはじめましょう」と母に願い出た。母は景先の小さいのを憐れんで、許さなかった。景先がどうしてもと請うので、母は聞き入れた。景先は昼には木こり芝刈りをし、夜には経史を音読して、学問に通じるようになった。
太和年間、郡に辟召されて功曹となった。州に秀才に挙げられ、太学博士を初任とした。侍中の崔光の推挙により著作佐郎・修国史を兼ねた。まもなく司徒祭酒・員外郎に任じられた。侍中の穆紹が景先に『世宗起居注』を編纂させるよう上奏した。景先は歩兵校尉・領尚書郎・斉州中正となった。
神亀元年（518年）、南朝梁の龍驤将軍の田申能が東義陽城に拠ったまま北魏に帰順すると、景先は孝明帝の命を受けて行台となり、二荊の兵を発して援軍に駆けつけた。軍中で病にかかって洛陽に帰った。この年のうちに家で死去した。享年は43。持節・冠軍将軍・洛州刺史の位を追贈された。諡は文といった。

## 家族
- 高祖父：房諶（地を避けて黄河を渡り、斉州東清河郡繹幕県に移住した）[6]
- 祖父：房元慶（南朝宋に仕えて、7郡の太守を歴任した。後に沈文秀の下で青州建威府司馬をつとめた。沈文秀が宋の明帝に叛いて劉子勛に帰順すると、元慶は同調せず、沈文秀に殺害された）[6][7]
- 父：房愛親（郷里の部衆を率いて沈文秀を攻撃した。明帝に功を賞賛されて、龍驤将軍を初任とした。北魏が山東を平定すると、愛親は北方に移されて、平斉郡の民となった。父が非命に斃れたことから、終身白い喪服のままであった）[8][7]
- 長兄：房景伯（字は長暉）[8][9]
- 三弟：房景遠（字は叔遐）[10][11]
- 子：房延祐（東魏の武定末年に太子家令）[12][5]

## 伝記資料
- 『魏書』巻43 列伝第31
- 『北史』巻39 列伝第27